# Ebbe Rørdam
Ebbe Rørdam (10 januari 1925 - 16 maart 1945) was een Deens verzetsstrijder tijdens de Tweede Wereldoorlog.
Rørdam nam tijdens de oorlog deel aan diverse verzetsactiviteiten, waaronder sabotage. Hij was lid van de Borgerlige Partisaner (BOPA). Op 16 maart 1945 kwam hij om het leven toen hij een trein volgeladen met munitie wilde saboteren. De Duitsers hadden de leden van BOPA opgemerkt en openden het vuur. Daarbij werd Rørdam dodelijk getroffen.
Rørdam kreeg op 29 augustus 1945 - net als 105 andere slachtoffers van het naziregime - een staatsbegrafenis in het Mindelunden i Ryvangen.